# 尖齿灯塔蛏
尖齿灯塔蛏（学名：Pharella acutidens），是帘蛤目蛏科Pharella的一种。主要分布于南海、中国大陆，常栖息在潮间带河口区，能适应于盐度低的海水环境。